# Hadzînka (Hlîbociîțea), Jîtomîr
Hadzînka (în ucraineană Гадзинка) este un sat în comuna Hlîbociîțea din raionul Jîtomîr, regiunea Jîtomîr, Ucraina.

## Demografie
Componența lingvistică a localității Hadzînka
     Ucraineană (97,76%)
     Rusă (2,08%)
Conform recensământului din 2001, majoritatea populației localității Hadzînka era vorbitoare de ucraineană (97,76%), existând în minoritate și vorbitori de rusă (2,08%).